# Agrário de Menezes
Agrário de Souza Menezes (Salvador, 25 de janeiro de 1834 - Salvador, 23 de agosto de 1863) foi um escritor, periodista, editor, poeta e dramaturgo brasileiro, patrono da Cadeira 29 da Academia de Letras da Bahia.

## Biografia
Nascido em solo baiano, em 25 de janeiro de 1834, na cidade de Salvador, Bahia,  em uma família baiana tradicional, cuja ramificação remonta aos  Sá Menezes, seus antepassados lusitanos, do memorável Mem de Sá, 3.º Governador-Geral do Brasil, nomeado pela rainha Catarina de Áustria (1507-1578). Agrário era filho de Ignácio de Souza Menezes e de Dona Ana Vicentina de Araújo Menezes.
Agrário nasceu sem alardear sobre sua chegada a este mundo. Os médicos prognosticaram a gravidez de sua mãe como sendo uma doença adversa, uma espécie de caso perdido e, com isso, declinaram de seus cuidados. Ao mesmo tempo, uma “”mulher do povo””, simples e sem formação clínica, detectou na mãe de Agrário, um caso de gravidez.  Ao cabo de nove meses nascia Agrário, despertando a surpresa aos catedráticos da Faculdade de Medicina, que, pelo visto, já não mereciam o elogio que lhe dedicara o Sr. Rosendo Moniz.
Concluído o curso de humanidades, Agrário ingressou na Faculdade de Direito de Recife, pela qual foi diplomado em ciências jurídicas e socias.
Pelos idos de 1854, com seus vinte anos Agrário, já mantinha uma intensa vida literária, colaborando em jornais e revistas de estudantes no Recife. Àquela época, juntamente com Franklin Dória, redigiu no Recife, o periódico Estréa (Astréa) e colaborou com farta quantidade de artigos em prosa e verso em muitas outras desta cidade e de sua província, a exemplo do Ateneu Pernambucano, O Liberal, O Echo Pernambucano, O Diário de Pernambuco, etc.  Em uma nota autobiográfica, alinhou Agrário os Jornais em que colaborou: "Jornal da Bahia", "Daiáaraiao", "Correio Mercantil" "País", "Protesto", "Noticiador Católico", "Correio da Tarde", "Guaicuru", "Estudante", “Marmota", "Caixeiro Nacional”, "Estréia", "Prisma". Uma lista longa, mas a sua produção Jornalística Jaz no esquecimento.
Não passou muito e ele retornou à Bahia,  terra de seus ancestrais e, agora como homem de letras e advogado, ele passou a dedicar-se ao exercício de sua profissão no foro de Salvador e, ao mesmo tempo ele dedicou-se também à política provincial e foi eleito deputado a respectiva assembléia, em várias legislaturas. Entretanto, nos vai-e-vens de seus enfrentamentos jurídicos, ele achava tempo, para o exercício da literatura e da oratória.
Agrário era um cultor do romantismo, como gênero literário e foi um dos primeiros cultores da literatura no Brasil e, neste período, colaborou nos seguintes jornais baianos, Jornal da Bahia, Diário da Bahia, O Noticiador Católico, O Prisma, etc. Como um reconhecido dramaturgo ele fez-se diretor do Teatro São João e aí morreu, na noite do dia 23 de agosto de 1863, vítima de uma fulminante apoplexia (congestão pulmonar), no momento em que, do seu camarote de administrador, onde se achava com o pai e a esposa, no momento em que era ovacionado pela representação de uma de suas peças. Outra versão, registrada pela imprensa indígena, diz que, naquela funesta noite, ele deu seu último suspiro, no momento exato em que aplaudia a apresentação da Companhia Spalding e Rogers, com o seu Circo Oceânico. O fato é que morria num teatro para o qual sempre viveu numa preocupação de todas as horas.
Sobre o amor e seu caráter dizia ele: 

(SIC) "Meu amor deve ser como o meu gênio, como o meu coração, como a minha alma!
 Soberbo e altivo, indômito e sereno que, uma vez posto em luta, ou vence ou morre."

Agrário pertencia ao circulo de Moniz Barreto, o velho repentista ou ‘Célebre improvisador’’, *O Curso de Literatura Brasileira Mello Moraes Filho. 1870. Emilio Dupont Editor. ao qual pertenciam também Augusto de Mendonça, Junqueira Freire, Álvares da Silva, Laurindo Rebelo e muitos outros poetas de talento. Muniz era pai de um famoso rabequista, Francisco Moniz Barreto Filho.
Na Bahia, Agrário de Menezes foi um dos fundadores da Sociedade de Belas-Artes, um dos fundadores e Presidente do Conservatório Dramático, ambos no ano de (1856), e sócio do Instituto Histórico e Geográfico, e participou, na mesma cidade, de outras associações literárias. A fundação do Conservatório Dramático contou com a participação de outros ilustres homens de letras, como Cunha Vale, Antônio Joaquim Rodrigues da Costa, Álvares da Silva e outros.

## O Autor e a obra
Agrário de Menezes, dramaturgo sagaz e dono de um espírito assazoado e de um pensamento maduro, acondicionado em seu, ainda jovem, cérebro, imprimiu uma roupagem colorida e diversa em sua peça "Os Miseráveis'". A peça, por vezes, em tons carregados e aspérrimos, exprimia seus corajosos diálogos e os princípios convicto e autênticos do autor. Em sua obra, o autor disse o que tinha a dizer, não fez omissões quaisquer, e, desde as primeiras cenas (e enredo afora), a trama habilmente disposta, destaca judiciosa, viva e tangivelmente seus personagens. E não tardou muito para que a peça alcançasse reputação de destaque e fosse considerada uma das melhores composições brasileiras. Na corte (Guanabara) foi ela exibida inúmeras vezes sempre com toda a aceitação. O colunista de "O Diário de Belém, destoando um pouco deste quadro, diz que "As necessidades do útil fizeram-no desprezar o utilidade do agradável." E que para "poder apontar e condenar os vícios e misérias da sociedade o autor foi, talvez, obrigado a  incluir em seu drama personagens desnecessários à ação", como por exemplo, o Dr. Gonzaga e ainda Vicente Ferrer que "ninguém sabe de onde vem e , nem para onde vai."
A sua obra master Calabar,  acende os faróis sobre a figura marginalizada de Domingos Fernandes Calabar (1609-1635), que ficou alcunhado de traidor. A cena passa-se no Brasil na época da dominação dos Filipes (I), (II) e (III) (1580-1640) em Portugal. Ele o retrata em sua peça como humilhado e ofendido em seu orgulho e moral e que assim se vinga de uma sociedade dominada por estrangeiros. Nesta obra de 5 atos, escrita em versos magistrais, o autor imprime um colorido vibrante, ladeado por uma constante nuance psicológica, perceptível do início ao fim de seus atos. Calabar, considerado a primeira tragédia brasileira, prima-se pela elegância de linguagem e pelo estilo, sobretudo pelos conceitos. A sua beleza de imagens e das comparações é fortuitamente feliz. É um belo poema para ser degustado, sorvido. Agrario rabiscou o seu Calabar nos moldes do Catão, citando Garret nas suas notas. O insigne escritor português o Sr. Manoel Pinheiro Chagas, em seu romance histórico "A viagem Guaraciaba", cap. l.°, infine, diz que Agrário (a quem qualifica de exímio escritor) "doou à literatura portuguesa e brasileira esse esplêndido livro que se intitula Calabar". O Autor, Agrário, não trata da questão Calabar sob uma ótica política, e sim amorosa, imputando a este (e justificando) os motivos da vingança sobre seu rival, tecendo uma interessante reflexão a respeito do patriotismo. 
No Brasil daquela época, o dramaturgo Agrário, juntamente com Martins Pena na comédia e Manoel Antonio de Almeida no romance de costumes pátrios, formavam aquele trio dos dos mais esplêndidos e auspiciosos astros das letras pátrias. Vale ainda mencionar o destaque que imprimiu às letras o Frei Francisco do Monte Alverne em suas obras de cunho filosófico e Domingos de Magalhães, cujo trabalho, somado ao de Agrário, e ambos os outros mencionados, fundiram em grandes moldes, com maravilhoso resultado, a epopéia dramática.
 E naquele justo momento, em que a literatura brasileira despontava, Agrário fazia-se presente e ativo. E, ao tempo de seu Calabar, outros autores e outras publicações, conforme nos diz O Sr. Melo Moraes Filho (1843-1919),             surgiam à luz no cenário nacional.  Nos diz o Sr. Melo acerca da lenda da abóbora (do folclore de Sabará/MG), firmando-se nos juízos, aliás competentíssimo, do ilustrado crítico o Sr. Dr. Eunápio Deiró, conclui por considerar as flores silvestres de Bitencourt Sampaio, o livro Quadros de J. Serra, Miniaturas de Gonçalves Crespo, A filha do mestre régio, de Sílvio Romero, A Insulana e as lendas de Franklin Dória e os Cantos populares de Juvenal Galeno, brasileiros, representando melhor o sentir nacional que a finada Confederação dos Tamoios (de acordo) e as fantasmagórias tupicas do autor dos Timbiras.
Agrário de Menezes morreu farto de glória, na hora do triunfo, quando o mundo lhe dera tudo que tinha, e só a imortalidade podia premiá-lo.

## Agrário segundoClóvis Bevilacqua
Sobre Agrário, assim se expressa Clóvis Bevilacqua em seu artigo sobre "O teatro brasileiro e as condições de sua existência; Esboço sintético do movimento romântico brasileiro; e Frases e fantasias: "Agrário de Souza Menezes é considerado geralmente, como uma organização dramática das mais poderosas que temos possuído. E não é sem razão que essa opinião se mantém. Escreveu ele "Matilde”, "Dom Forte”, "Retrato do Rei", "Os contribuintes", "Voto livre”, "Primeiro amor", "O príncipe do Brasil", "Uma festa no Bonfim", "Os miseráveis", "Bartolomeu de Gusmão", "O Calabar" e algumas peças não concluídas. Sua produtividade foi das mais avultadas. Além de peças para o teatro, abordou a poesia em diversos gêneros e o jornalismo".

## Agrário e o Teatro na Bahia
Luiz Pena e Agrário foram os continuadores do monumento artístico que se vinha erigindo no vasto campo lítero-social, de nossa nacionalidade. E que teve início com o Visconde de Araguaia, José de Alencar e Joaquim Manuel de Macedo. Era o momento aquele que tentavam organizar o teatro brasileiro a partir da precedente organização teatral. Martins Pena, Agrário, Arthur Azevedo, Lima Campos, Coelho Neto, Oscar Lopes, Goulart de Andrade, entre outros. Em 1856 fez-se uma tentativa para criar o domínio da arte na Bahia. Uma plêiade tomou a iniciativa do movimento. Cons. Jonathas Abbott (1796-1868), D. Antônio José Alves, Dr. João Barbosa de Oliveira, Dr. Agrário, Dr. Francisco Muniz, José Rodrigues Nunes, Paulo Bittencourt e outros.
Outras ilustres figuras da dramaturgia nacional estreavam, publicavam e faziam fama nos palcos do país, eram eles Paulo Eiró, Antônio Gonçalves Dias, Domingos de Magalhães, Martins Pena, etc., e dentre os baianos, se pode citar Dona Violante Atabalipa Ximenes de Bivar, sócia honorária do Conservatório Dramático Brasileiro do Rio de Janeiro, Constantino do Amaral Tavares, Antônio Joaquim Rodrigues da Costa, Altamirando Requião, João José de Brito, Francisco Antônio Filgueiras Sobrinho, Antônio da Silva Castro, Carlos Clemente Gomes, Cunha Vale, Horácio Hora, França Junior, etc. *O Curso de Literatura Brasileira Mello Moraes Filho. 1870. Emilio Dupont Editor.
Resultaram improdutivas as tentativas da fundação definitiva do teatro brasileiro por parte de Agrário, Martins Pena, Joaquim Manuel de Macedo, França Junior e dos revisteiros de plantão, Coube em segundas tentativas, esta fundação a Arthur de Azevedo e Coelho Neto, e definitivamente esta tarefa coube a João Caetano e ao mestiço, ator e dramaturgo Francisco Correa Vasques (1839-1892) e que também era um abolicionista, cronista, dramaturgo, folhetista do jornal “Gazeta da Tarde” (RJ), cavaleiro da Ordem de Cristo de Portugal e integrante das rodas boêmias do Rio de Janeiro. Nessa época havia, havia um crescente movimento para a formação teatro nacional. À sua frente estava uma falange de autores, além de Agrário, o célebre autor dos Miseráveis, que eram Domingos de Magalhães, o versejador do Calabar, Martins Pena, o ilustre comediógrafo do Noviço, Joaquim Manuel de Macedo, o teatrista do Cincinato quebra-louças, (expoente da literatura dramática), e do Fantasma Branco, peça de costumes cuja eternidade na cena brasileira, estava garantida, o Jesuíta, Antônio José, etc.
Ao invés do Calabar, a companhia mandou imprimir Rocha Alazão.

## Escreveu
- O Drama histórico Calabar.[42]
- Poesias manuscritas e inéditas (arquivo particular).[43]
- Mathilde (drama em verso, em cinco atos, publicado em 1854, quando era estudante. Retrata “certos amores que nutriu por uma linda senhora casada).
- Calabar (drama em verso, em cinco atos, publicado na Bahia em 1858. Relata certas particularidades da vida literária do autor, além de fatos históricos ligados ao domínio holandez).
- Peça Esposa e Mãe.[44]
- Peça Esposa e Mãe.[44]
- Os Miseráveis (drama em cinco atos, publicado na Bahia). 1862[45]
- Dom Forte (poema publicado, provavelmente, em 1963).
- Os Contribuintes (drama cômico, inédito, apresentado no Teatro São João, em Salvador). 1856
- O dia da Independência (Teatro drama em cinco atos)
- Retrato do Rei (Teatro comédia)
- O Príncipe do Brasil (Teatro comédia) 1856
- O voto livre (Teatro comédia) 1855
- O primeiro amor (Teatro comédia) 1859
- A Questão do Perú (comédia datada de 1864)
- O bocado não é para quem o faz (Teatro comédia)
- Uma festa no Bonfim (Teatro comédia) 1855
- São Thomé (Teatro drama)
- Matilde	Poema;Teatro	1854